# 하양 문씨
하양 문씨(河陽文氏)는 경상북도 경산시 하양읍을 본관으로 하는 한국의 성씨이다.
시조 문황(文晃)은 본래 남평 문씨 사람으로 하양기두(河陽旗頭)를 지냈다고 한다.

## 참고 자료
- “하양문씨(河陽文氏)”. 뿌리를 찾아서.[깨진 링크(과거 내용 찾기)]